# Mount Emin
Berget Emin är ett av de sex bergen i bergskedjan Ruwenzori och ligger i Kongo-Kinshasa vid gränsen till Uganda. Emin och berget Gessi, som ligger i Uganda öster om gränsen, är belägna på ömse sidor om en lång smal dalgång som löper i nord-sydlig riktning. Emin har två toppar som heter Umberto (4 798 meter) och Kraepelin (4 791 meter). Berget bildar en klippig nord-sydlig ås med den högre toppen vid den södra änden. Liksom Gessi ligger Emin norr om den triangel som bildas av bergen Stanleys, Spekes och Bakers toppar.
Det har funnits glaciärer på berget, men under 1900-talet fragmenterades de och försvann slutligen helt.